# Canberra Stadium
Canberra Stadium è un impianto sportivo multifunzione a servizio del Territorio della Capitale Australiana; ubicato a Bruce, sobborgo del distretto di Belconnen adiacente alla capitale federale Canberra, fu aperto al pubblico nel 1977 con il nome di National Athletics Stadium in qualità di sede della terza edizione dei Pacific Conference Games; ospitò successivamente eventi internazionali ufficiali quali la finale di OFC Nations Cup 1996, il torneo olimpico del 2000 e la Coppa d'Asia 2015 per quanto riguarda il calcio, le coppe del Mondo 2008 e 2017 di rugby a XIII e la Coppa del Mondo 2003 di rugby a XV.
Fu anche teatro, durante la Coppa del mondo di atletica leggera 1985, della conquista del record mondiale dei quattrocento metri piani da parte della velocista tedesco orientale Marita Koch.
È noto anche come Bruce Stadium dal nome della località di ubicazione.
Costruito su progetto dell'architetto australiano Philip Sutton Cox, è passato attraverso ristrutturazioni che hanno portato l'originale capienza di poco più di 10000 posti a circa 25000; la sua struttura è ovale e presenta tribune solo sui lati lunghi.
Lo stadio è di proprietà del governo federale, che lo amministra tramite la propria agenzia Sports Australia; al 2020 i suoi usufruttuari sono le formazioni di rugby a XIII del Canberra Raiders e di rugby a XV dei Brumbies, che competono rispettivamente nella National Rugby League e nel Super Rugby.
Per esigenze di sponsorizzazione, dal 2014 Canberra Stadium è noto anche come GIO Stadium Canberra, dal nome della compagnia australiana GIO, gruppo assicurativo di proprietà di Suncorp.

## Storia
Nel 1973 fu assegnata all'Australia l'organizzazione della terza edizione dei Pacific Conference Games, manifestazione quadriennale internazionale d'atletica leggera tra i Paesi che si affacciano sul Pacifico tenutasi tra il 1969 e il 1985.
Il presidente della federazione d'atletica del Nuovo Galles del Sud propose quindi al governo federale che la città designata ad accogliere la manifestazione fosse Canberra, sì da celebrare con tale evento anche il cinquantesimo anniversario dell'investitura della città a capitale federale, ruolo fino al 1927 ricoperto da Melbourne.
Il principale problema circa la candidatura di Canberra riguardava il fatto che essa non disponeva, all'epoca, di un impianto idoneo per manifestazioni del genere; già in fase di candidatura fu quindi indicato Bruce, un sobborgo settentrionale del Territorio della Capitale Australiana dove sorgono anche gli uffici federali dello sport, quale sito più idoneo alla costruzione di uno stadio adatto ad accogliere l'evento.
Il 1º luglio 1974 la capitale fu ufficialmente annunciata quale sede dei Pacific Conference Games del 1977, benché l'impianto ancora non fosse stato messo in cantiere e ne fosse stato solo confermato Bruce come luogo di edificazione.

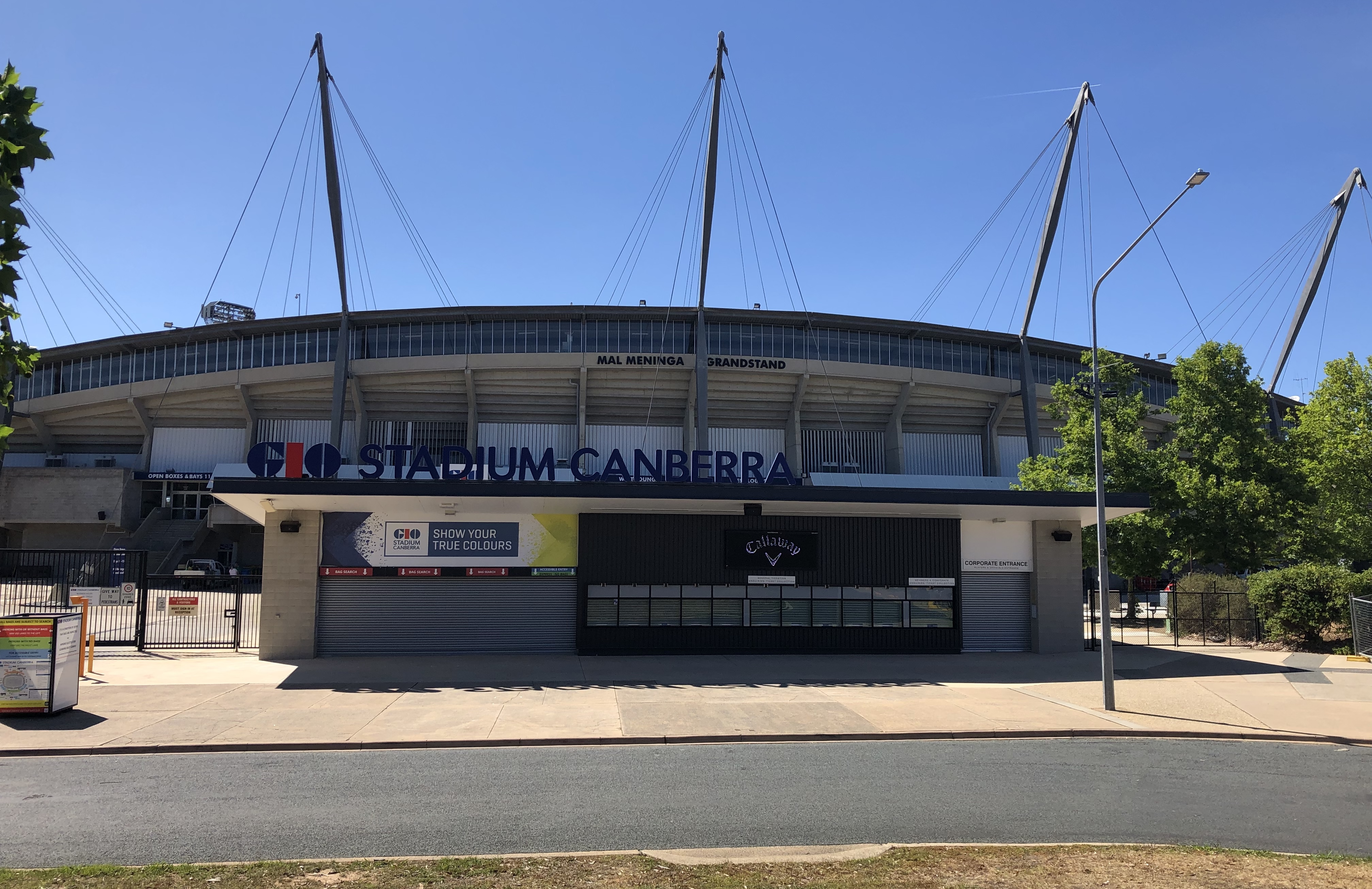
Ingresso principale dello stadio

Nel 1976 iniziarono i lavori del nuovo stadio, intrapresi dal contraente generale Leighton Holding (odierna CIMIC) su incarico della Commissione Nazionale della Capitale per lo Sviluppo e su progetto dello studio Philip Sutton Cox e associati.
Durati 18 mesi e costati poco meno di 6000000 di dollari, i lavori terminarono a ottobre 1977, in tempo per disputarvi i trials australiani di selezione della squadra che avrebbe partecipato ai Pacific Conference Games.
La successiva inaugurazione ufficiale con il nome di National Athletics Stadium avvenne il 3 dicembre 1977 in occasione della cerimonia d'apertura della manifestazione.
Capace all'epoca di circa 16000 spettatori, in linea con la propria vocazione atletica lo stadio accolse, nell'ottobre 1985, la quarta edizione della Coppa del mondo di tale disciplina.
Durante detta manifestazione fu teatro del conseguimento di due primati mondiali di velocità, entrambi legati all'atleta tedesco orientale Marita Koch: a livello individuale quello dei 400 m piani con il tempo di 47"60, al 2020 tuttora imbattuto, e quello di squadra nella staffetta 4×100 con il tempo di 41"37 battuto solo nel 2012 alle Olimpiadi di Londra dalla squadra statunitense.
Nel 1996 ospitò la finale di ritorno dell'edizione di quell'anno della Coppa d'Oceania di calcio tra Australia e Tahiti in cui i Socceroos prevalsero 5-0 dopo avere vinto l'andata 6-0 a Papeete; per più di 12 anni fu l'ultimo incontro della nazionale di calcio di casa nello stadio della Capitale.
Nel 1994 la tribuna principale dello stadio fu intitolata a Mal Meninga, rugbista a 13 vincitore di tre Coppe del Mondo e all'epoca del ritiro primatista di presenze per i Kangaroos

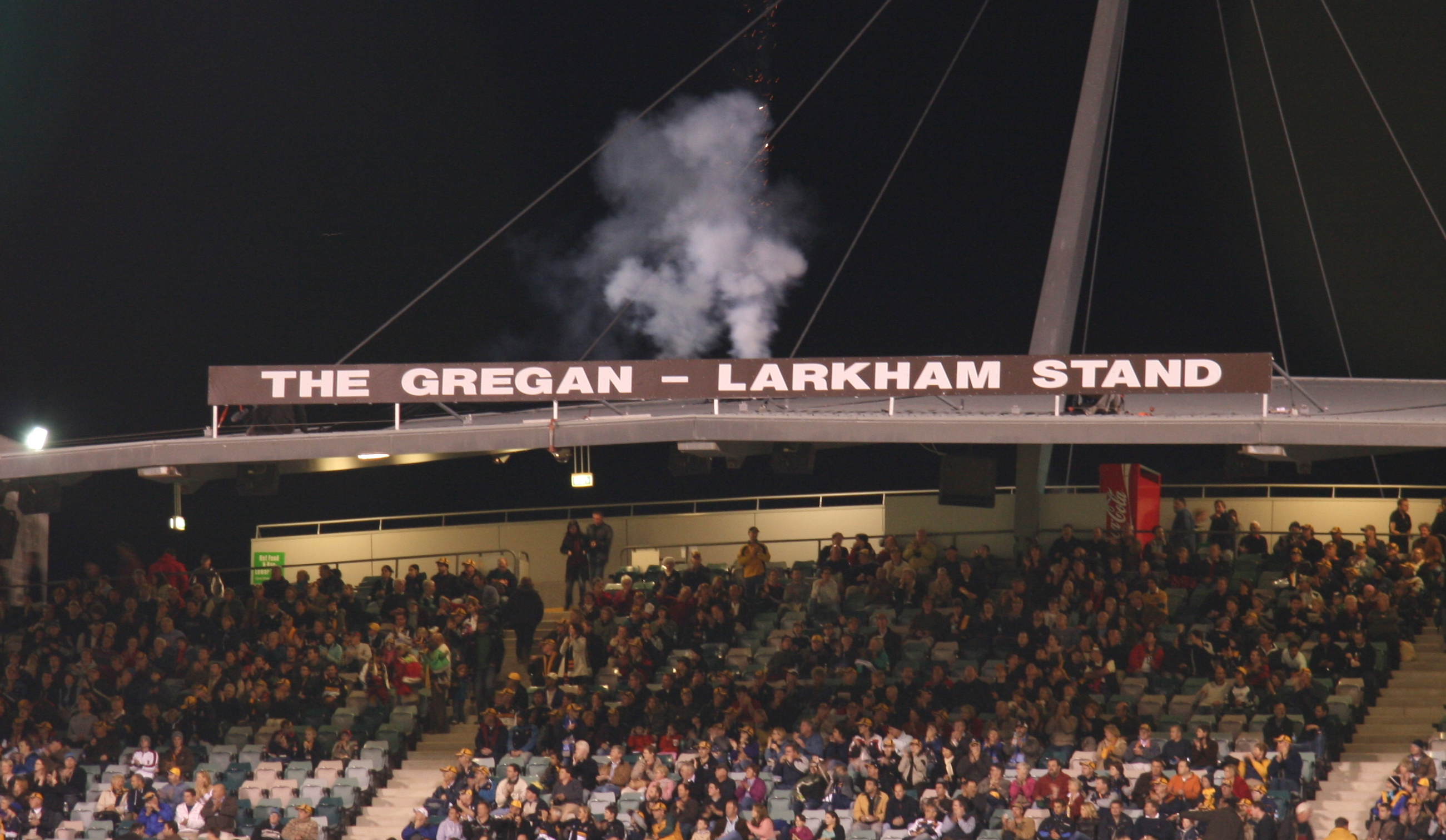
Inaugurazione della tribuna Gregan-Larkham nel 2007

Benché lo stadio avesse già ospitato formazioni internazionali di rugby a 15 (si cita, per esempio, la Francia che nel suo tour del 1997 ivi incontrò il XV del Territorio della Capitale Australiana, fu solo nel 1998, nel quadro delle qualificazioni mondiali 1999, che ospitò il suo primo test match, una vittoria 74-0 dell'Australia su Tonga.
In occasione dei Giochi della XXVII Olimpiade assegnati a Sydney per l'anno 2000, Canberra Stadium fu tra gli impianti destinati a ospitare gare dei suoi tornei calcistici maschile e femminile; per tale evento la capacità fu elevata a 40000 spettatori con installazioni temporanee.
Lo stadio ospitò solo incontri della fase a gironi del torneo maschile mentre, di quello femminile, fu sede della semifinale vinta dagli Stati Uniti 1-0 sul Brasile con un goal di Mia Hamm.
L'International Rugby Football Board assegnò nel 2002 all'Australia l'organizzazione della Coppa del Mondo di rugby 2003 con un solo anno e mezzo di preavviso; Canberra fu tra le città designate ad accogliere la manifestazione e ospitò il girone che vide di scena l'Italia, che ivi disputò tre incontri.
Il 28 aprile 2007, in coincidenza con l'ultima partita in Super Rugby della coppia di rugbisti a 15 dei Brumbies George Gregan e Stephen Larkham, il governo del Territorio della Capitale Australiana intitolò la tribuna orientale dello stadio ai due giocatori, dandole così il nome di Gregan-Larkham Stand.
Nel 2008 fu la volta del rugby a 13 internazionale esordire al Canberra Stadium: il primo incontro ivi disputato (e l'unico, per quella competizione) fu quello della fase a gironi della Coppa del Mondo di quell'anno in cui la Francia batté 36-18 la Scozia; nove anni più tardi, in occasione dell'edizione 2017 della stessa competizione, ne ospitò tre incontri della fase a gironi.
Lo stadio, di proprietà del governo federale, che lo gestisce tramite la propria agenzia Sports Australia, ha dal 1º gennaio 2014 il nome commerciale di GIO Stadium Canberra a seguito di un accordo di naming con la compagnia assicurativa GIO, di proprietà del gruppo finanziario Suncorp il quale dà il nome anche allo stadio di Brisbane, Lang Park.
Al 2020 lo stadio è l'impianto interno del Canberra Raiders, club che compete nel campionato di rugby a 13 National Rugby League, e dei Brumbies, franchise di rugby a 15 del Super Rugby; in ambito calcistico fu altresì utilizzato dal 1978 al 1986 dal Canberra City, club in seguito militante nelle divisioni inferiori australiane, e successivamente dal Canberra Cosmos, che ivi disputò i suoi incontri interni nelle sue sette stagioni di vita tra il 1995 e il 2001.
Benché la capacità massima dello stadio sia di poco più di 25000 spettatori, in occasione della finale di Super 12 2004 che vide i Brumbies battere 47-38 i neozelandesi Crusaders fu raggiunta un'affluenza record, insuperata al 2020, di 28753 presenti.

## Incontri internazionali di rilievo

### Calcio
| Arbitro: | Intaz Shah |

|                                                         |           |  |
| Hooker 11’ Trajanovski 21’, 36’, 54’ Raumati 31’ (aut.) | Marcatori |  |

### Rugby a 13
| Arbitro: | Leon Williamson |

|                    |    |                                             |
| Colton Steel Wikes | mt | Guisset (2) Moly Raguin J. Taylor J. Wilson |
| Brough (3)         | tr | Bosc (6)                                    |

| Arbitro: | Robert Hicks |

|                                                                                        |    |                |
| Graham 12’, 15’, 31’, 66’ Dugan 33’ Munster 43’, 74’ Frizell 49’ Slater 52’ Holmes 78’ | mt | 24’ Kheirallah |
| C. Smith 15’, 31’, 43’, 49’, 52’, 66’                                                  | tr | 24’ Marginet   |

### Rugby a 15
| Arbitro: | Andy Cole |

|                                |      |                                     |
|                                | mt   | 9’ M. Jones 38’ Parker 63’ D. Jones |
|                                | tr   | 9’, 38’, 63’ Harris                 |
| Wakarua 7’, 25’, 31’, 41’, 49’ | c.p. | 23’, 28’ Harris                     |